# Que te vaya mal
Que te vaya mal è una canzone della cantante portoricana Kany García. È stata nominata come Record of the year nella categoria General dei Latin Grammy Awards del 2012.

## Composizione e ispirazioni
Dopo circa due anni di assenza dal panorama musicale, Kany Garcia ritorna con il singolo ispirato da un amico della cantante, che le spezzò il cuore. La canzone ha come base il suono dell'ukulele hawaiano e di cumbia e ska combinati con la papayera colombiana.

## Nomination \ Awards
| Cerimonia           | Nomination         | Canzone         | Risultato    |
| ------------------- | ------------------ | --------------- | ------------ |
| Latin Grammy Awards | Record of the Year | Que te vaya mal | Non vincente |